# Plectranthus gigantifolius
Plectranthus gigantifolius là một loài thực vật có hoa trong họ Hoa môi. Loài này được Suddee mô tả khoa học đầu tiên năm 2004.